# 金澤市內線
金澤市內線（日语：／）是指曾經在石川縣金澤市內行走，由北陸鐵道經營的路面電車。
路線主要只於金澤市的舊市區行走，連接金澤站與市區各處。通稱市電。由於電車的車身都是藍色，因此一些市民會稱呼為「藍電車」。在1919年（大正8年），金澤電氣軌道敷設首個區間。在1942年（昭和17年）由北陸鐵道接管。在1945年（昭和20年）延伸路線，總長12.5公里的路線網完成。在1966年（昭和41年）起，路線陸續廢除，至1967年（昭和42年），全線廢除。

## 概要
北陸鐵道金澤市內線曾經是於金澤市內行走的路面電車。在1912年（明治45年），金澤市內的金澤電氣軌道取得軌道敷設許可。在1916年（大正5年）公司成立。經過長時間準備下，在1919年（大正8年）2月，首段區間開通，當時路線連接金澤站前至兼六園下之間。在1919年內，於路線犀川和淺野川之間的第一期線全線開業。在1922年（大正11年），第2期線開業。在1945年（昭和20年），最後延伸路段開業，總長12.5公里的路線網完成。在第二次世界大戰期間，路線被三間不同公司營運。在1943年（昭和18年）起至全線廢除為止，均由現時的北陸鐵道營運。
全線的軌距都是1,067毫米，電力採用直流電600伏特架空電纜。整個路線網主要包括圍繞金澤城址一周的路線，以及該環狀線向四個方向散射的路線（分別為武藏辻至金澤站前之間，橋場町至東金澤站前之間，兼六園下至小立野之間，香林坊至野町站之前間）。另外在香林坊至野町站前之間的路線途中（野町廣小路），再設有分岔至寺町的路線。在路線網的邊端除了連接北陸本線金澤站和東金澤站之外，也連接由北陸鐵道經營的郊外線，包括淺野川線、石川線和金石線（於1971年廢除）。上述三條北陸鐵道郊外線是各自於線內行走，不會直通至市內線，而另外一條由北陸鐵道經營的松金線（1955年全線廢除）會直通運輸至市內線。在1945年（昭和20年）前，市內線內其中一條路線會直通至松金線的終點站，位於松任町（當時）的松任站。
在最頂盛時期的1947年度（昭和22年度），一年總乘車人次3,900萬人，即一日平均約10.6萬人使用市內線。在戰後，巴士路線網不段擴大，乘客慢慢轉移乘坐巴士。加上汽車數量增加，踏入1960年代，客量慢慢減少，赤字慢慢變得嚴重。由於路面電車造成道路擴張的障礙，路線網北端鳴和至東金澤站前之間0.8公里路段在1966年（昭和41年）2月廢除。在剩下市內線區間都是虧損嚴重的路線，因此提出了把路線廢除及改變為巴士的計劃。在同年12月25日，橋場町至鳴和之間2.0公里路段被廢除。其餘9.7公里區間在1967年（昭和42年）2月10日最後一天營運後便全部廢除。成為北陸三縣縣廳所在地中，唯一沒有路面電車的縣。

## 歷史

### 第一期線開業
在1905年（明治38年）已經出現金澤市敷設路面電車的計劃。在取得軌道敷設許可前的1911年（明治44年），「北陸電氣軌道」已經有相關計劃。發起人在1912年（明治45年）6月28日取得特許。由於發生發起人與主要人物的變動，因此需要一些時間才能建立一間公司。在4年後的1916年（大正5年）10月29日，「金澤電氣軌道株式會社」終於成立。最大股東是前加賀藩主，前田侯爵家的前田利為，另外也有許多與舊藩有關的人士出資，而社長都是來自舊藩的本多政以。
在公司成立時，金澤市內的道路仍然處於江戶時代的風格，沒有進行改動。為了敷設路面電車而進行了市區修正和道路擴張等工程，當中金澤市負責進行工程，而工程費由金澤電氣軌道、石川縣和金澤市3者承擔。在犀川與淺野川之間的市中心道路第一期工程開始施工，在1917年度（大正6年度）至1919年度（大正8年度）之間，主要道路的寬度擴寬至8間（約14.55米）。

第一期線開業時的路線圖。圖中也記載第二期線的預定建設區間。

除了敷設路軌外，金澤電氣軌道收購了位於上胡桃町（現時：小將町）的金澤地方裁判所遺址作為總部與車廠用地。在進行道路擴寬後，軌道敷設工程由公司自行負擔。而第一期線決定建設以下區間。
- 武蔵辻（日语：武蔵ヶ辻）起，途經枯木橋（橋場町（日语：橋場町 (金沢市)）路口）、紺屋坂下（兼六園下）和香林坊（日语：香林坊），然後回到武藏辻
- 武蔵辻至北陸本線金澤站前
- 枯木橋至淺野川大橋（日语：浅野川大橋）
- 紺屋坂下至金澤醫院（現時：金澤大學附屬醫院（日语：金沢大学附属病院））前
- 香林坊至犀川大橋（日语：犀川大橋）

當中，金澤站前停留場經武藏辻和橋場町至兼六園下停留場（開業時名為「兼六公園下」）區間先行動工。在1919年（大正8年）2月2日開始營業。隨後在同年7月13日，第一期線全線開通，當中包括橋場町至淺野川大橋停留場、兼六園下至小立野停留場（開業時名為「金澤醫院前」）、兼六園下至香林坊停留場，以及武藏辻經香林坊至犀川大橋停留場。
在第一期線全線開業起的四日之間，5架車身裝有大量電泡的花電車在市內線上行走，以祝賀路線開通。在15日於公會堂舉行竣工儀式。

### 第二期線開業
在第一期線後，接下來市內線第二期線的預定區間設有以下五個區間。
- 在武藏辻至金澤站前之間白銀町停留場開始延伸至金石電氣鐵道起點長田町[注 1]
- 淺野川大橋停留場（大橋南詰）經山之上町至下大樋町
- 金澤醫院前停留場至上石引町地內
- 犀川大橋停留場（大橋北詰）經松金電車鐵道起點野町5丁目至有松町
- 在野町分岔並延伸至野田寺町1丁目

在上述的區間中，長田町、下大樋町和有松町分別是位於當時金澤市區的西端、北端和南端。由於融資問題，金澤電氣軌道把第二期線的建設時間延後，首先先建設連接兩條郊外線的聯絡線。同時，金澤電氣軌道也與郊外線的經營者討論合併計劃，當中金石電氣鐵道的合併失敗。另一方面，松金電車鐵道在1919年12月決定合併。因此，金石聯絡線的動工被延遲了。雖然金澤市反對推遲建設第二期線，但是金澤市本身在敷設電車路軌時，同時較難提高於進行市區修正費用預算。因此，當時因應市的財政狀況，首先進行以下兩個市區工程，包括在犀川以南，連接野町的野町線（松金聯絡線）和與兵營有關的野田寺町線，以及淺野川以北的大樋線（直至山之上町為止）。在1920年度起開始市區工程。

截至1937年的金澤電氣軌道市內線路線圖

在第二期線中，野町線在1920年（大正9年）11月20日開業。終點是連接松任的松金線之起點站野町5丁目。隨著野町線開業，松金線的車輛開始與市內線共用，市內線香林坊停留場至松金線之間開設直通運輸班次。在車費上，市內線與松金線的分界點當初定為松金線泉停留場。後來在1934年（昭和9年），於石川線野町站前新設野町站前停留場，在站前為止的區間雙線化，直至野町站前的區間納入市內線範圍。
在野町線開業後，下一條新路線是野田寺町線。在翌年1921年（大正9年）7月10日，野町廣小路停留場至寺町停留場（開業時名為「野村兵營前」）之間開通。接下來開始建設大樋線南部，1922年（大正11年）7月13日，淺野川大橋停留場至小坂神社前停留場之間開通。同年12月14日，在淺野川大橋上敷設電車路軌，橋場町至小坂神社前之間全線開通。但是在當年8月3日，暴雨沖毀了已敷設路軌的犀川大橋。當時便臨時建設了電車專用的臨時橋樑，在2年後的1924年（大正13年）7月10日，犀川大橋復修完成。
金澤電氣軌道於市內線建設工程於1922年暫停，野町以南、大樋線北部與金石聯絡線沒有被興建。在這些區間，包括野町5丁目至有松町之間、山之上町3丁目至下大樋町之間及白銀町至長田町之間由於未有在期限內動工，因此上述路段的特許在1926年（大正15年）4月7日失效。延伸至上石引町地內的特許在1929年（昭和4年）12月7日廢除。

### 金澤電氣軌道時代的經營
金澤電氣軌道在建設市內線第二期工程同時，也開始在郊外擴展業務。在1920年3月與松金電車鐵道（松金線）合併，使公司營運範圍拓展至松任。在1922年10月開始建設連接金澤市內至北陸本線西金澤站之間的路線（金野線→石川線）。在翌年1923年5月，金澤電氣軌道收購石川鐵道，當時石川鐵道擁有一條石川線，連接西金澤站至鶴來之間。在1926年（大正15年）5月，連接金澤站前至淺野川下遊地區的淺野川電氣鐵道（即後來的北陸鐵道淺野川線）開通，並且開始連接市內線。在郊外線中，連接金石町的金石電氣鐵道（即後來的北陸鐵道金石線）是唯一與市內線有段距離的路線。在1926年10月開設連接白銀町至中橋站之間的巴士路線，使金石線可透過巴士連接市內線。
市內線的乘車人次在開業以來每年一直增加。在1925年（大正14年），一年總乘車人次為1,532萬人，平均每日約42,000人。在隨後五年至1930年，一日平均乘車人次都是約四萬人左右。當時，由於客量增加，使車掌在車內查票變得困難，加上應對經濟衰退。在1927年（昭和2年）2月引入均一車費制度。在1935年前的5年之間，一日平均乘車人次不到四萬人。特別是在1933年（昭和8年），一年總乘車人次只有1,284萬人，平均每日約3,5000人。在當時經濟衰退影響，加上路軌與車輛等設施開始踏入翻新期，令公司陷入財務狀況，電車的收入不足以支付股息。在其他業界也同樣面臨經濟衰退，當中在造船業衰退期間，金澤電氣軌道向藤永田造船所詢問半鋼製車輛價格時，一架的價錢只需要7000日圓，由於比預期平便，因此便購入車輛。使一些木製車輛被半鋼製車輛取代。
在1931年（昭和6年）12月，金澤電氣軌道開始兼營巴士服務。最初的路線是連接金澤站前至市外的寺井（現時：能美市）之間。在半年後的1932年（昭和7年）4月開設金澤市內路線，隨後毎年增加市內巴士路線數目。但是市內交通方面，主要還是路面電車（市內線），市內巴士只是輔助電車的性質。另外截至1935年，市內巴士的一年總客量為235萬人（即一日平均約6400人）。

### 北陸鐵道成立與延伸
在1930年代，金澤電氣軌道成為了富山縣高岡市電力公司高岡電燈旗下的公司。從1932年，高岡電燈社長菅野傳右衛門就住社長便可印證這一點。此外在1921年起，金澤電氣軌道開始兼營電力供應業務，該事業在1930年代後期開始擴大規模。踏入1940年代，當時面對激烈的戰爭，在北陸電力產業內，由富山縣日本海電氣的倡導下，電力業務開始迅速整合。翌年1941年（昭和16年），日本海電氣、高岡電燈等包含金澤電氣軌道在內12間公司進行合併。在1941年8月1日，12間公司合併為一間新的公司，名為北陸合同電氣，包含金澤電氣軌道在內的舊公司被解散。
在這個整合下，包含金澤市內線在內的前金澤電氣軌道鐵路與巴士業務都由北陸合同電氣承繼。在配電統制令下，北陸合同電氣在翌年1942年（昭和17年）4月1日被國策供電公司北陸配電收購。為了附屬業務納入北陸配電的一部分，同日把交通部門分離並開設新公司，名為（舊）北陸鐵道株式會社。後來，隨著受到富山地方鐵道成立的影響，促進了石川縣內交通事業一體化，包含（舊）北陸鐵道在內，石川縣7間交通機構進行合併。在1943年（昭和18年）10月13日，現時的北陸鐵道成立。在被合併的公司中，包含了經營郊外線的金石電氣鐵道。淺野川電氣鐵道在1945年（昭和20年）10月才合併至北陸鐵道。
在北陸鐵道成立期間正值太平洋戰爭。為了取代為戰爭而出征的男性從業員，一隊在18歲左右的女性結成女子勤勞報國隊於市內線當值，執行車掌和電車司機等職務。在1944年（昭和19年），3架木製車輛被強制轉讓給吳市電（吳市電是位於軍港所在地廣島縣吳市）。另外在電車上使用，原本為金屬製的煞車蹄變得幼細，或者使用水泥或木材等替代品。同年10月1日，為了國家對策，10個停留場被廢除。
在1944年4月18日，批出了金澤市白銀町至木之新保（金澤站前）之間（總長0.82公里），以及山之上町3丁目至小坂町之間（總長1.7公里）的軌道敷設許可予北陸鐵道。前者是為了增強連接金澤站的運輸能力。翌年1945年（昭和20年）5月17日，白銀町停留場經六枚町停留場至金澤站前停留場的路段開業，在金澤站前出現了展線（原本白銀町至金澤站前之間為單線）。後者為了增強於東金澤站周邊軍備工廠的通勤運輸能力。在展線開通同日，小坂神社前停留場至鳴和停留場之間的區間開通。為了提供建材予新線，在1944年11月，松金線野町站前至野野市之間的區間被廢除。該區間原本在1920年起，一直設有直通運輸班次連接市內線和松金線，在1945年8月起中止直通運輸，直通運輸的路線改為野町至野野市之間的石川線。
在1945年日本投降前的時期，於福井市和富山市發生的空襲變得激烈化。由於有傳言稱金澤市將成為下一個目標，市內線在毎晩8時起暫停服務，並且把車輛移出車庫以採取疏開的措置。但是實際上，金澤市內的電車沒有因空襲造成嚴重損毀。

### 戰後的動向
在終戰後的1945年12月1日，鳴和停留場至東金澤站前停留場之間的路段開通。由於終戰過後，片町通形成一個黑市，許多旅客使用市內線進出該處。另外由於鹽不足，在10月起開設運送海水電車，從淺野川線粟崎海岸運送海水至市內線兼六園下，並向市民販賣海水而受到好評。市內線在終戰後的最高峰時期是在1947年度（昭和22年度），一年總客量3900萬人，平均每日106,000人使用市內線。
在戰後開始修復於戰時由於過度使用導致日久失修的設施，但是在1949年（昭和24年）7月20日，電車車庫與工場發生火災。在火災後開展了修復的工作，也加速了改善設施的速度，包括在市內線首次設有轉向車行駛（1949年11月22日）、集電裝置改用支架受電弓（1950年4月）、新設上胡桃町變電站（1951年9月）。當中，在1950年3月前引入了10架轉向車。翌年1951年4月，增添至12架。另一方面，當時雖然計劃敷設聯絡線連接金石線和市內線，但是由於作為輔助的巴士服務網絡正在擴張，因此未能成事。
正如下述#車費的演變提及，在戰後昭和20年代起由於通漲使車費不斷上升。在1955年（昭和30年）12月，車費增加3日圓（從均一10日圓增至13日圓），這個加價遭到金澤市議會反對，市民團體也展開了阻止加價行動，並且演變為政治問題。最終，北陸鐵道以在加價後進行軌道修葺為條件，獲得了金澤市議會的批准。
1950年代是巴士路線擴展的時代。在1955年開設松金線替代巴士服務，金澤至松任至小松之間的巴士班次有所增加，特號是金澤市西南部有松之間的班次在繁忙時間增至5分鐘一班，頻密程度尤如電車。在1955年（昭和30年）4月，曾經計劃把市內線的野町繼續延伸至有松，計劃在內部規劃委員會報告，但是最終沒有實現。關於巴士的相關設施也正在改善，在1952年（昭和27年）2月於金澤站前開設巴士總站。

### 道路擁擠加劇與獲利能力惡化
在1958年度（昭和33年度）上半年，北陸鐵道的巴士業務的收入開始高於鐵路業務。在1961年度（昭和36年度）下半年，巴士的總客量高於鐵路，公司的主要業務開始轉移為巴士。在這時間，巴士路線網絡正在持續擴張，鐵路線方面，由於客量減少和配合道路維修，在1955年便把松金線廢除。其次是縣南部的粟津線也由於道路維修關係於1962年（昭和37年）廢除，慢慢開始改用巴士行走。
鐵路業務開始萎縮，金澤市内線在1947年度達成一年總乘車人次最高紀錄後，在5年後的1952年度，乘車人次減至一年2800萬人。在隨後的1961年度前，一年總乘車人次維持在約2700萬人。在1962年度起減幅開始擴大，在1964年度只有2302萬人（即一日平均約63,000人）。只一方面，於同一年度的北陸鐵道市內巴士路線，乘車人次達到3277萬人。從此可看出在金澤市內，主要交通工具開始由電車轉為巴士。當時（昭和30年代以後）正值高度經濟成長期，第二、第三產業的從業員增加，高等學校的入學率也增加。人口也有所增加，使增加了通勤和上學的需求。但是增加的人口都是集中在三馬地區和米丸地區，這些地區都是在舊城區以外的新住宅區。在這些近郊地區中，開設了許多新巴士路線，使市內巴士客量有所增加，開始取代了只於市內行走的市內電車。
另一個影響市內線的客量是私家車數目也有所增加。在金澤市內，私家車數量在1960年代起大幅增加。在1964年的數量是5年前的2.6倍，達到37,000架。隨著私家車數目急增，一般家庭的通勤和休閒活動，以及中小企的業務交通主要開始使用私家車代步，使路面的私家車數目也有所增加。另一方面，由於金澤市在二戰中沒有受戰爭破壞，因此道路擴寬工程比其他受戰爭破壞的城市較遲進行。金澤市在戰前的1930年已經有道路網改善計劃，該項目在戰前還未完成，在戰後的進展也緩慢。受戰爭破壞的城市重建道路時，道路的寬度比戰前更寬，但是金澤市內許多主要幹道仍然停留在大正時代敷設路面電車，相對的寬度較狹。最寬的一段只有18米。在這個狀態下加上交通流量急增，使在狹窄的道路下堆滿了私家車，造成市內交通陷入癱瘓狀態。在1965年（昭和40年）10月的調査，市中心片町的交通量已到到道路構造令所規定中，私家車通行量的3倍，造成市內交通行車速度緩慢。
道路交通量增加影響電車行走速度下降。在金澤站前至小立野之間（1系統）長4.1公里的路程中，巴士行走需時14分鐘，但是電車則需要22分鐘。速度下降造成營運費用增加，高度經濟成長期也加重人員成本，使市內線出現赤字，而赤字幅度每年持續擴大。市內線開始出現赤字，在1959年度還有224萬日圓盈利，但是在1960年度錄得1935萬日圓赤字。在1963年1月發生「三八豪雪」，使市內線在1月23日至2月12日三星期之間暫停營業，同時遭到大量損失。在1962年度的赤字大幅增加至9526萬日圓。為此，金澤市議會同意於1963年12月8日起增加車費至15日圓。可是在翌年1964年度的赤字仍然擴大至1億1150萬日圓。北陸鐵道在昭和30年代起開始出現虧損情況，該情況更慢慢加劇。在1964年度，公司赤字達到3億9329萬日圓。

### 兼六坂暴走事故
在1965年（昭和40年）6月24日，一架電車由於制動系統故障，使電車在下坡時暴走，隨後出軌翻側。事故現場是兼六園旁的兼六坂（尻垂坂）。事故中的電車是從小立野出發前往野町站前，該電車是一架半鋼製兩軸車MoHa300形309。電車從兼六坂上的出羽町停留場出發後，由於煞車桿發生斷裂。當司機下車進行檢查時，停在斜坡上的電車在還有乘客在車上的情況下開始移動，司機試圖使用制動手柄當作輪擋以讓電車停下來，但是這個方法不成功。司機在沒有攜帶操縱桿的情況下回到電車上，嘗試弄停在下陡坡中的電車。最後電車在斜坡下的兼六園下停留場轉轍器處出軌，隨後還行駛30米後才翻側。
事故發生時間是下午3時50分，當時在車上許多乘客都是放學歸家的中學生。事故造成23名乘客和2名乘務員受傷。當晚，1名中學三年級男生死亡。該事故是繼市內線於1955年7月21日於鳴和町發生出軌事故（造成10名乘客受傷）後，另一件大型鐵路意外。事故翌日，金澤市長、市議會、金澤商工會議所向北陸鐵道提交了一系列意見，要求徹底進行安全措施。警察對所有全車輛的制動系統再次檢查，也對與事故電車同一型號的半鋼製兩軸車進行檢査，在檢查完成後才可再次行走。在事故後，名古屋陸運局也展開調查。在7月尾運輸省和建設省共同進行安全審計，對徹底的車輛保養和駕駛安全再教育等地方提出了建議。
從前在電車司機之間一直討論，由於私家車數目增加，使電車速度下降，這樣應該把電車廢除。在這次暴走事故後，決定了把金澤市內線廢除。

### 廢線
關於把金澤市內線廢除的議論在1960年代開始。在1962年，片町周邊的道路寬度增至22米，成為市內首條設有行人路的道路。根據該城市計劃，在1961年8月，金澤市收到意見認為應該把市內線撤走。對此，北陸鐵道指出折舊和拆除路軌成本很高，加上還有一年約2700萬人使用電車，電車的營運成本低於巴士，還有即使改為巴士服務，交通擠擁問題不會得到解決。以上種種原因得出廢除市內線是不適當的。但是北陸鐵道也補充，如果基於必須進行城市計劃，若果能夠滿足公司的一些條件（例如補償巴士改裝費用），北陸鐵道不會反對廢除市內線。後來在1965年6月，發生上述提及的暴走事故後，當地報紙《北國新聞》的社論中指出，為了防止事故再度發生，北陸鐵道應該認真考慮把市內線廢除，激起了市民對於把市內線撤走的呼聲。
在1965年，為了擴寬都市計劃道路，鳴和至東金澤站前之間0.8公里電車路軌被預定為道路用地，金澤市提出徵用土地的請求。北陸鐵道決定把該區間改為巴士服務，在12月申請廢除。翌年1966年（昭和41年）2月23日，國家批出廢除許可。該區間在3月1日廢除，改由巴士服務。
在決定部分路段廢除後，北陸鐵道決定完全廢除市內線，這是由於公司預計最嚴重的赤字路段在2年後的赤字會達到2億日圓以上。在1965年11月27日股東大會前已經公布相關方針。在12月27日董事會上正式決定全面廢除方針。翌年1966年2月21日，北陸鐵道正式向金澤市申請把市內線全線廢除並改為使用巴士繼續提供服務。金澤市議會的運輸對策特別委員會反覆審議了北陸鐵道的方針，並於6月15日得出結論，指出廢除市內線對於緩解交通至關重要。在20日，市議會全體議員也認同這一點，並向市長進行匯報。在8月15日，金澤市與北陸鐵道之間簽署了全面拆除市內線協議。經過金澤市的同意後，北陸鐵道在10月起進行廢除市內線手續。在1966年12月19日獲得國家許可，把市內線廢除。
在得到許可後，考慮到年尾和年初的情況，橋場町至鳴和之間2.0公里路段率先在12月26日廢除，轉換為巴士服務。其餘區間決定在翌年1967年（昭和42年）2月11日廢除。在2月1日起安排了花電車行走。在營運最後一天（2月10日），6架花電車在市內線行走一圈，於晚上11時回到車庫。翌日11日，電車代行巴士開始營運。在20日起開始撤走電力裝置，在3月19日起開始撤走路軌。在1968年（昭和43年）1月21日，整個撤走工程完結。

### 年表
- 1912年（明治45年）6月28日 : 公司發起人獲得軌道敷設特許。
- 1916年（大正5年）10月29日 : 金澤電氣軌道（日语：金沢電気軌道）成立。
- 1919年（大正8年）2月2日 : 第一期線中，金澤站前至武藏辻至兼六公園下之間開業。
- 1919年（大正8年）7月13日 : 橋場町至淺野川大橋之間、兼六公園下至金澤醫院前（後來名為小立野）之間、兼六公園下至香林坊之間，以及武藏辻至香林坊至犀川大橋之間開業。整個第一期線全線開業。
- 1920年（大正9年）11月20日 : 第二期線中，野町線開業。該線連接犀川大橋至松金線起點（野町5丁目）。
- 1921年（大正9年）7月10日 : 第二期線中，野田寺町線開業。該線連接野町廣小路至野村兵營前（後來名為寺町）。
- 1922年（大正11年）7月13日 : 第二期線中，大樋線開業。該線連接淺野川大橋至小坂神社前。
- 1922年（大正11年）12月14日 : 大樋線在淺野川大橋上的路段開通。
- 1926年（大正15年）4月7日 : 第二期線未開業區間的特許失效。
- 1927年（昭和2年）2月11日 : 改變車費制度（日语：運賃制度）由區間制改更為均一制。
- 1941年（昭和16年）8月1日 : 金澤電氣軌道與其餘11間公司合併為北陸合同電氣（日语：北陸配電）。
- 1942年（昭和17年）4月1日 : 北陸合同電氣的交通業務由新公司（舊）北陸鐵道承繼。
- 1943年（昭和18年）10月13日 : 包含（舊）北陸鐵道在內，石川縣內七間交通營運者合併為新公司北陸鐵道。
- 1945年（昭和20年）5月17日 : 白銀町至六枚町（後來名為英町）至金澤站前之間的展線，以及小坂神社前至鳴和之間開業。
- 1945年（昭和20年）8月 : 不再與松金線直通運輸。
- 1945年（昭和20年）12月1日 : 鳴和至東金澤站前之間開業。
- 1949年（昭和24年）7月20日 : 車庫發生火災。
- 1949年（昭和24年）11月22日 : 首次有轉向車營業。
- 1963年（昭和38年）1月23日 : 由於發生三八豪雪，使市內線暫停營業至2月12日。
- 1965年（昭和40年）6月24日 : 在兼六坂（出羽町至兼六園下之間）發生電車出軌翻側事故。
- 1965年（昭和40年）12月27日 : 董事會決定市內線全線廢除方針。
- 1966年（昭和41年）3月1日 : 鳴和至東金澤站前之間廢除。
- 1966年（昭和41年）12月19日 : 全線廢除得到許可。
- 1966年（昭和41年）12月26日 : 橋場町至鳴和之間廢除。
- 1967年（昭和42年）2月11日 : 金澤市內線全線廢除，轉換為巴士服務。

## 路線與電車站

截至1961年的路線圖

截至1963年（昭和38年）6月1日，金澤市內線總長12.5公里（營業距離），全線使用1,067毫米軌距，電力方面使用直流600伏特架空電纜。路線網方面，包括圍繞金澤城址一周的環狀線，以及從環狀線向4個方向投射的路線，當中一條路線中途還有一個分岔的路線。共有33座電車站。以下將會順序介紹各條路線。在此節中，如沒有提及「停留場」，即是指金澤市內的地名，而不是電車站。

### 環狀線部分

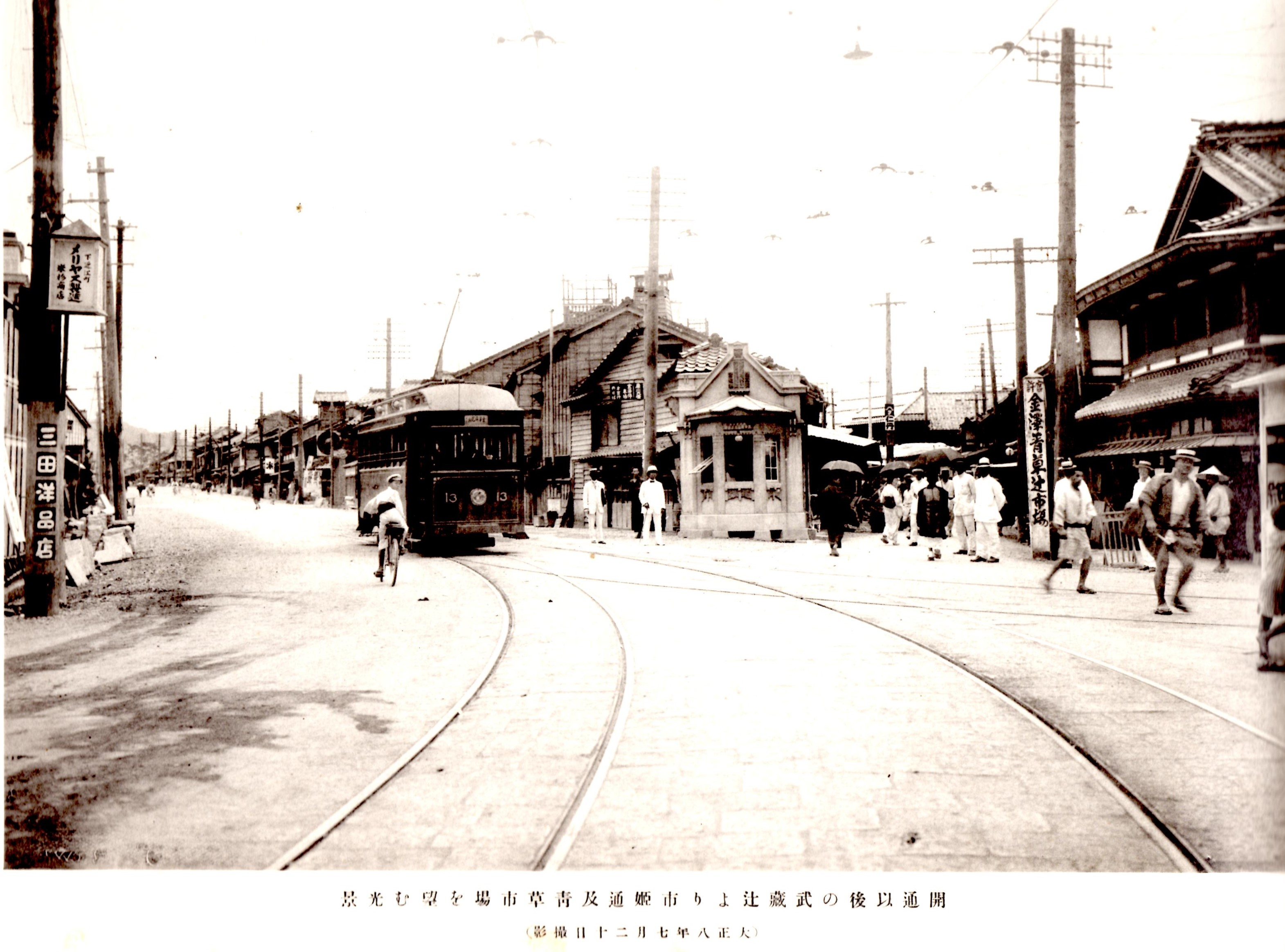
開業時的武藏辻。左後為市姬通。（1919年）

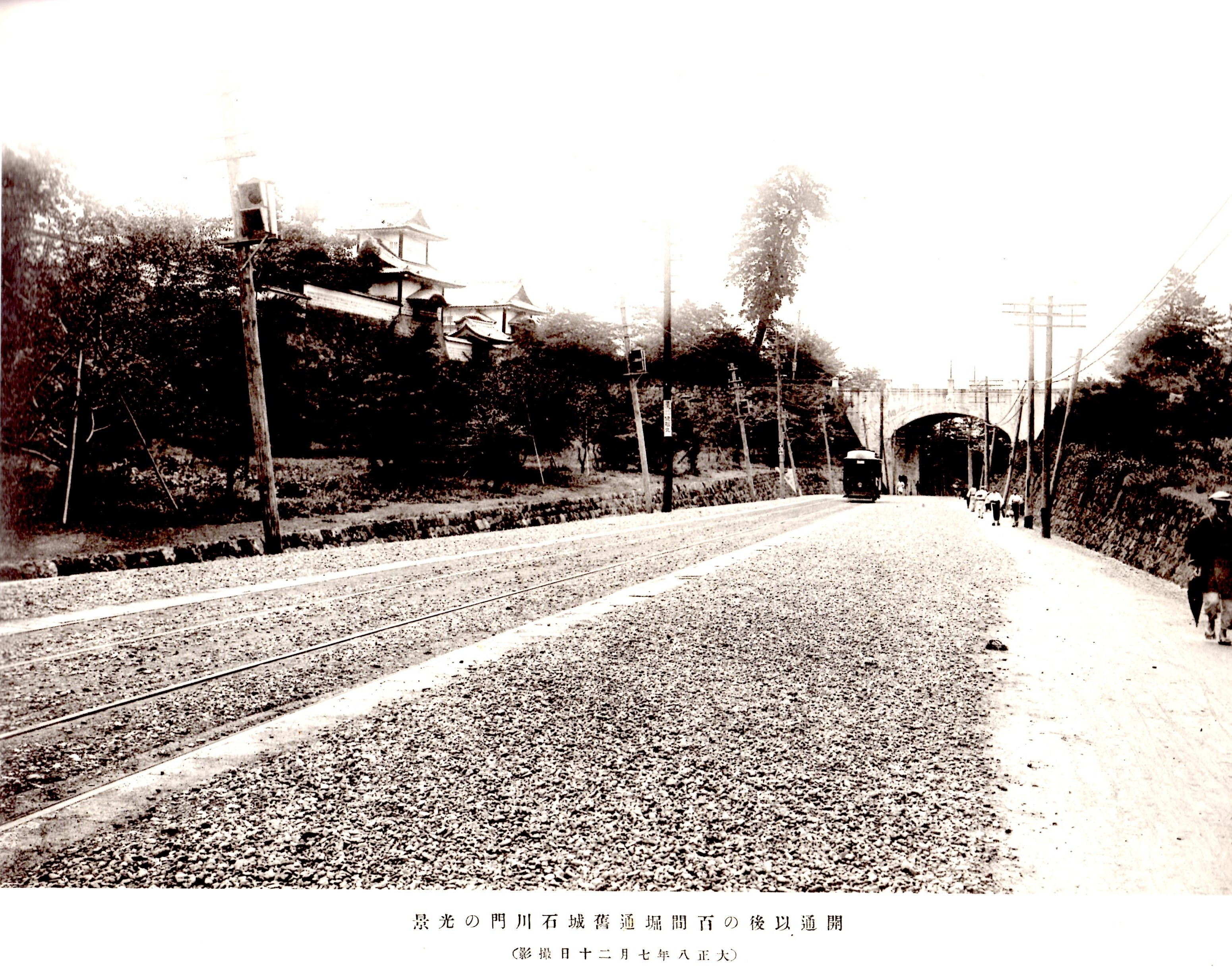
位於百間堀通的市內線（1919年撮影）

在金澤城址周邊行走的環狀線西北角處為武藏辻。該處是聚集四個方向的幹線道路路口，設有百貨公司和商店街的繁華地區。在該處，向東和向南方向是環狀線路段，向西北方向是連接金澤站前的路線，電車線在該處形三岔口。
在武藏辻向東出發，路線會經過市姬通前往博勞町。該處是1904年（明治37年）開通的道路。沿路經過明治和大正時期，市內最大的市中心區。離開博勞町，經過尾張町後便到達橋場町。該處設有江戶時代的北陸街道。在橋場町路口處，環狀線轉向南邊，在路口向北方向是連接東金澤站前的路線。
從橋場町向南出發，路線會經過味噌藏町，到達另一個路口，該路口可途經紺屋坂連接兼六園。在路口處設有兼六園下停留場。同時環狀線在此站設有分岔至小立野的路線。在該路口的東南方設有當時北陸鐵道的總部。市內線的車庫也在附近。
環狀線在離開兼六園下停留場後，向西南方出發，通過百間堀通，在道路的西邊是金澤城址、東邊是兼六園。該百間堀通是在1910年（明治43年）開通，當時為了分隔金澤城和兼六園，便從小立野台地開始挖掘這條道路。在通過百間堀通後，便進入東西走向的廣坂通。沿路途經金沢市政廳和石川縣廳。
在環狀線的西南角是香林坊。市內線從廣坂通西邊進入香林坊後轉向北邊回到武藏辻。向南方向是連接野町廣小路的路線。在香林坊至武藏辻之間，中途會途經石浦町、南町、上堤町和下堤町。該區道的道路是北陸街道。
在環狀線上設置了以下電車站。
環狀線部分電車站列表（截至廢線一刻）
武藏辻 - 尾張町 - 橋場町 - 味噌藏町 - 兼六園下 - 縣廳前 - 香林坊 - 尾山神社前 - 南町 - 堤町 - 武藏辻
- 兼六園下電車站曾經名為「車庫前」，在1950年1月改名為「北鐵本社前」，在50年代中改名為「公園下」，在1960年代起改名為「兼六園下」。
- 在戰時廢除，後來重開的電車站包括尾張町（1945年12月）、味噌藏町、縣廳前（1940年代後期）、尾山神社前和堤町（1950年代前半）。

### 武藏辻 - 金澤站前之間

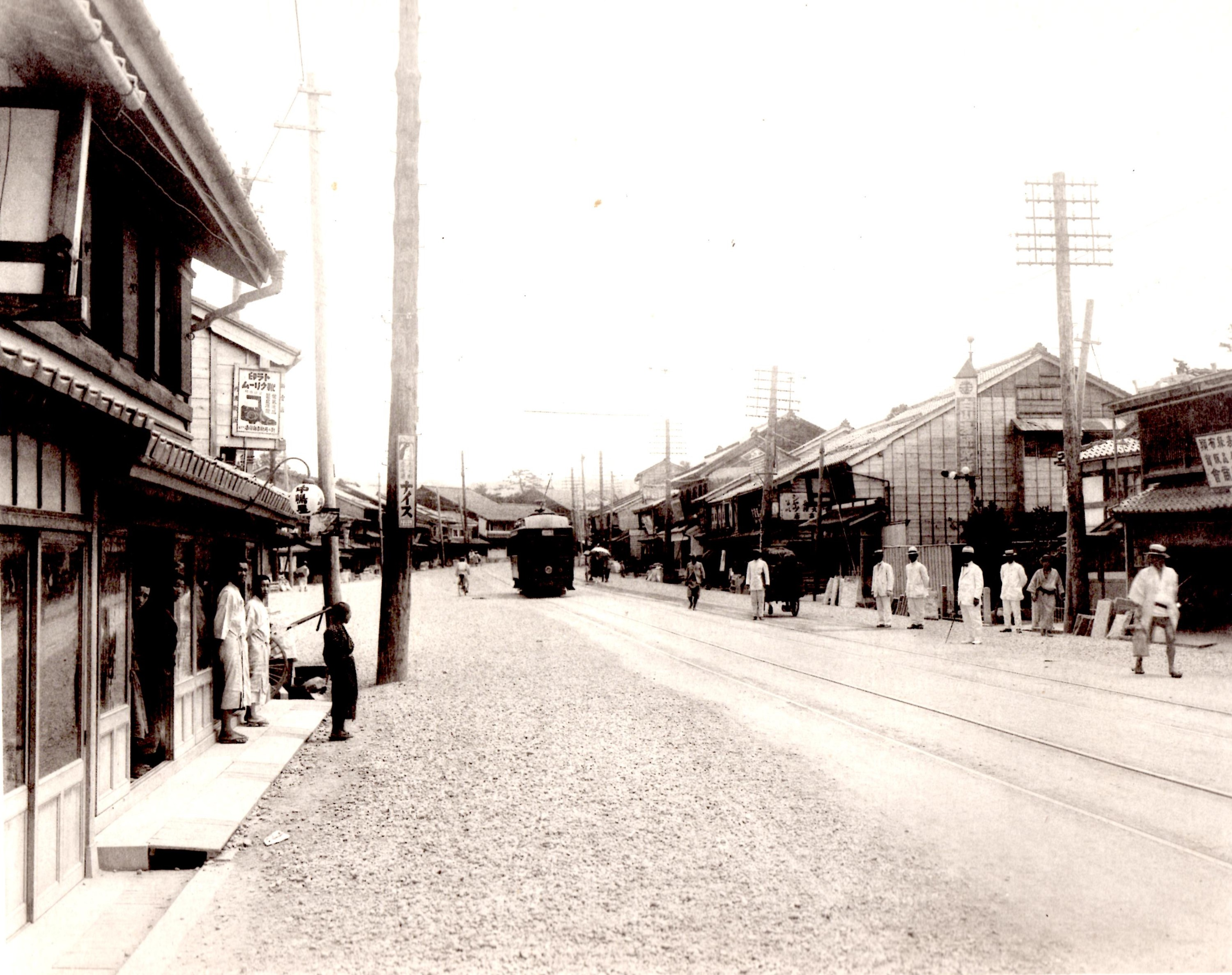
白銀町往安江町方向的路軌（1919年）

在環狀線於武藏辻處向西北方前進，會途經安江町和白銀町，通過南北走向的本町通路口後便到達白銀町停留場。在該處起至北陸本線金澤站前之間設有兩條路線，一條是途經本町通至站前，另一條是繞經西邊的英町，然後途經昭和通至站前。在白銀町至金澤站前之間為單線和展線。因此電車只會單方向行走，即以武藏辻→白銀町→英町（六枚町）→金澤站前→白銀町→武藏辻，這個方向順序停靠。
在路軌通過的道路中，白銀町至金澤站前之間的本町通在1899年（明治32年）開通。昭和通於金澤站周邊區間（犀川以北 - 站前之間）則於戰時開通。
在該區間中設置了以下電車站。
武藏辻至金澤站前之間的電車站列表（截至廢線一刻）
武藏辻 - 安江町 - 白銀町→英町→金澤站前→白銀町
- 安江町在戰時被廢除，在1950年代前半期重開。
- 英町的舊名為「六枚町」。

在金澤站旁邊及市內線金澤站前停留場北邊設有北陸鐵道淺野川線的起點站北金澤站（當時該站在地面）。曾經淺野川線與市內線之設有聯絡線連接起來，後來隨著北鐵金澤站進行改裝工程，聯絡線廢除後，有一段時期被用作的留置線。
在展線上的英町（六枚町）停留場向北陸本線一方（西方）步行約300米，便可到達金石線的起點中橋站。當時在越過北陸本線還有平交道（中橋平交道）。在1959年（昭和34年）建設了道路橋和行人隧道。

### 橋場町 - 東金澤站前之間

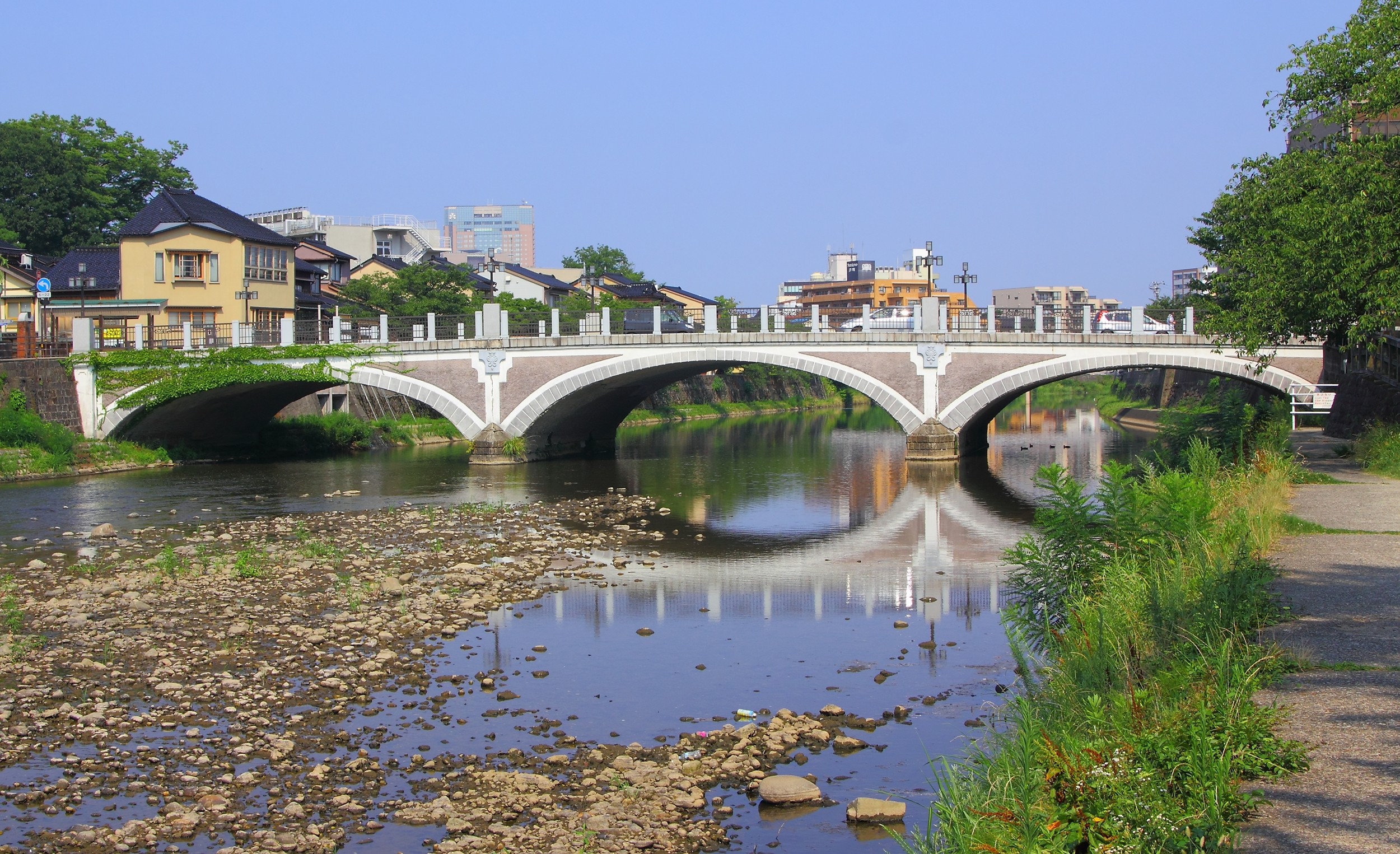
淺野川大橋（1922年竣工）

在環狀線於橋場町處向北（東北）方前進，將會越過淺野川大橋，隨後途經森下町、金屋町（現時：東山、森山）後，便到達山之上町的小坂神社前停留場。在橋場町至山之上町之間部分部段為舊北陸街道。在舊北陸街道會途經春日町，隨後便到達金澤城下北端的大樋町。電車所行走的舊街道在1934年（昭和9年）建設為「北端國道」。中途到達鳴和停留場後，路軌從與道路共用轉向專用軌道區間，同時從雙線變為單線。進入專用軌道區間後便直接前往北陸本線東金澤站前。
在這個區間中，大部分區間都是在金澤市的舊市區內，但是在鳴和町停留場附近以北地區會途經舊石川郡小坂村。
在該區間中設置了以下電車站。
橋場町至東金澤站前之間的電車站列表（截至廢線一刻）
橋場町 - 淺野川大橋 - 森下町 - 高道町 - 小坂神社前 - 春日町 - 鳴和 - 大樋口 - 東金澤站前
- 在1950年代前，大樋口曾名為「小坂町」

### 兼六園下 - 小立野之間

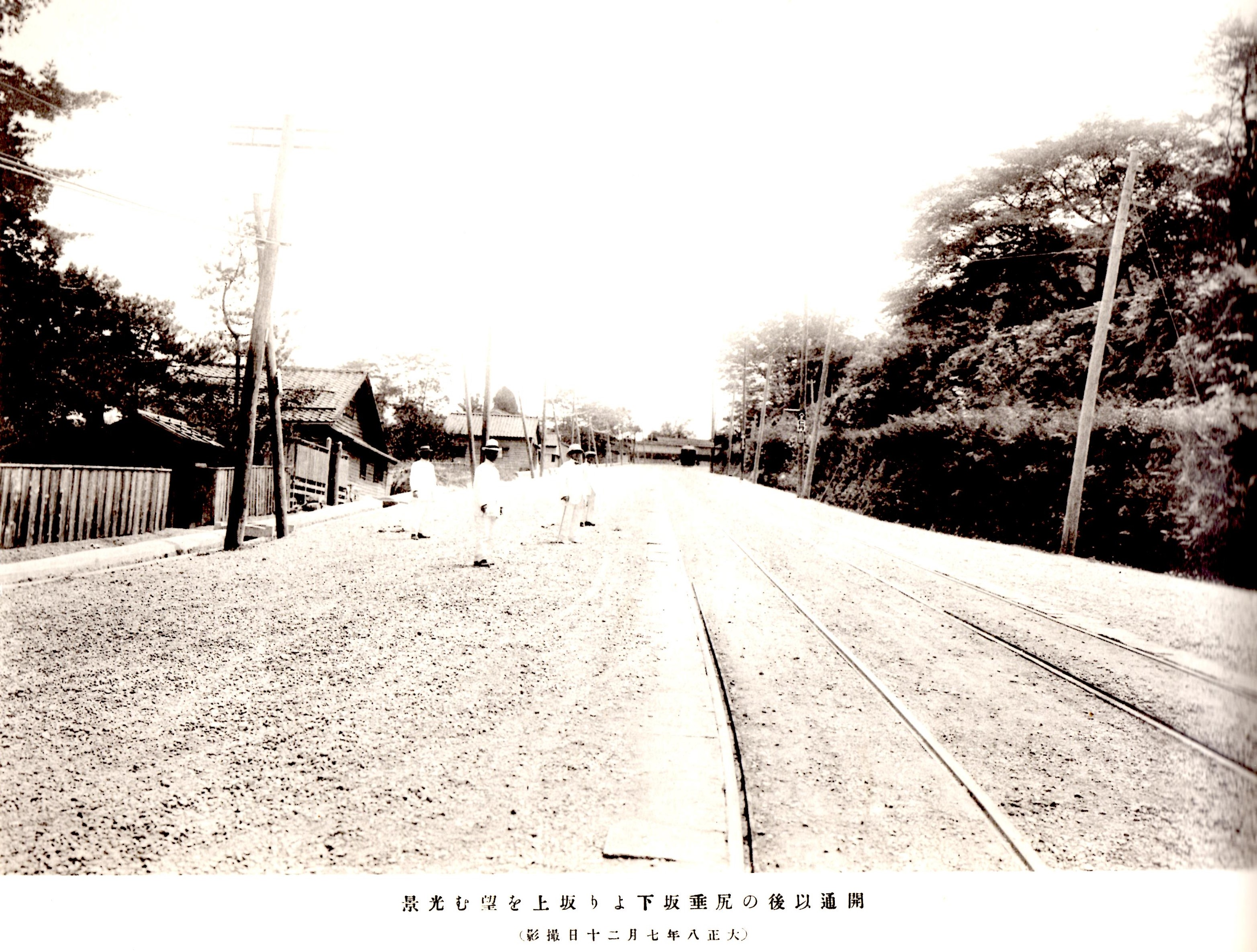
尻垂坂的路軌（1919年拍攝）

在環狀線於兼六園下處向南方前進，會進入兼六園旁邊的兼六坂（舊稱尻垂坂）。沿兼六園旁行走一段距離後，路線會向右轉90度，隨後行走一小段距離後向左轉90座，便到達小立野台地上。在該處繼續沿東南方向前進，途經下石引町和中石引町，在上石引町金澤大學附屬醫院正面道路的路口處就是終點小立野停留場。另外，路線終端處小立野這個名稱在1964年才建立。
在該區間中設置了以下電車站。
兼六園下至小立野之間的電車站列表（截至廢線一刻）
兼六園下 - 出羽町 - 下石引町 - 小立野
- 下石引町在戰時被廢除，後來在1940年代後期重開（重開時名為「二中前」）。後來在1950年代前被改名為「中石引町」。

### 香林坊 - 野町駅前間

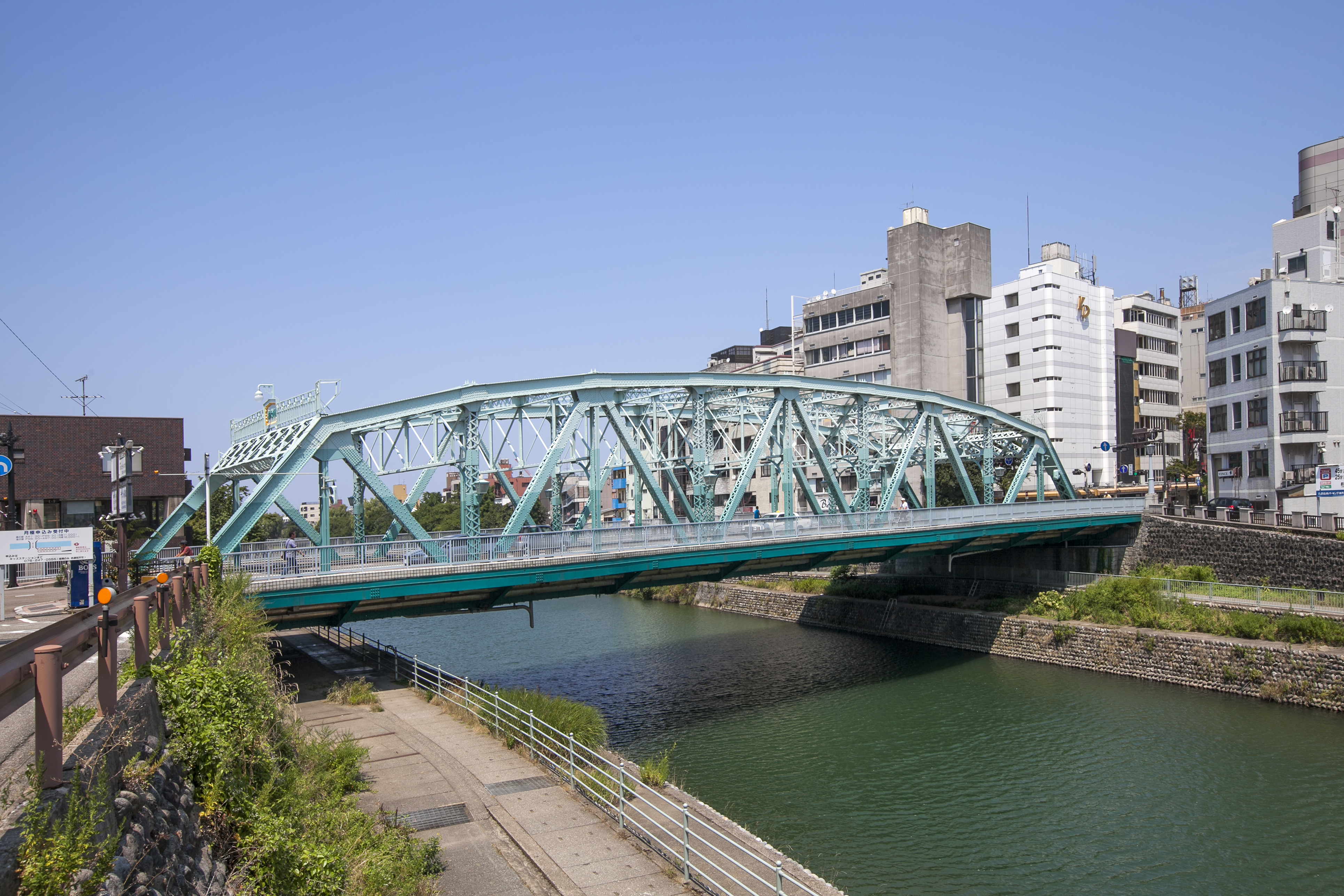
犀川大橋（1924年竣工）

在環狀線於香林坊處向南（西南）方前進，首先會到達片町。舊北陸街道上的片町在江戶時代起已經是商業地帶。在戰後，也成為金澤市著名的市中心區。
離開片町後，路線會跨越犀川大橋進入野町。這裡是舊北陸街道上之町。在野町1丁目至2丁目之間，由於該處是商店街的中心部分，因此道路比較寬闊。在該處也被稱為野町廣小路。在野町廣小路停留場，該處再設有分岔前往寺町的路線。另外在該電車站西北方約400米處設有北陸鐵道石川線起點站白菊町站。
從野町廣小路出發，路線會駛進野町5丁目附近的道路。隨後路線轉向西邊，進入雙線專用軌道，在進入下坡路段後便到達石川線野町站前。終點站野町站前停留場是在野町站站前廣場對面，終點站月台部分是單線。另外在市內線與石川線之間敷設了聯絡線（單線）。另一方面，在1944年（昭和19年）松金線廢除前，市內線路軌曾經連接前往松任方向的「松金線」路軌。
在該區間中設置了以下電車站。
香林坊至野町站前之間電車站列表（截至廢線一刻）
香林坊 - 片町 - 野町廣小路 - 野町四丁目 - 野町站前
- 片町至野町廣小路之間的犀川大橋停留場在1962年8月6日廢除
- 片町在戰時被廢除，後來在1940年代後期重開。犀川大橋在1950年代前期重開。

### 野町廣小路 - 寺町之間
在野町廣小路，除了上述提及前往野町站前方向的路線外，還有向東南方向前進的路線。該路線會進入野田寺町（現時：寺町）5丁目，隨後途經4、3、2、1丁目。野田寺町這個地名取自該處有許多寺廟（寺町寺院群），在沿線有許多寺廟。在戰前，周邊地區都是第9師團相關設施，也有許多商店。路軌終端是寺町停留場，該電車站是位於沿線與連接犀川上菊橋交界前。
在該區間中設置了以下電車站。
野町廣小路至寺町之間電車站列表（截至廢線一刻）
野町廣小路 - 大櫻 - 寺町三丁目 - 寺町二丁目 - 寺町
- 大櫻在戰時被廢除，後來在1947年4月重開。寺町二丁目在1949年11月重開。

### 配線特徴
在上述已經提及，整個市內線有五處分支，當中於環狀線上的四個分支（武藏辻、橋場町、兼六園下和香林坊）都是三角線，進入該處的電車前往各個方向。這四處的信號燈和轉轍器都是由職員操作。當中，香林坊的三角線中心設置了交通燈。在環狀線外的野町廣小路分支點中，轉轍器是自動操作。
截至1963年6月，市內線的營業距離為12.5公里，當中雙線區間為10.6公里。單線區間中，除了金澤站前附近的展線外，還有鳴和町至東金澤站前之間。另外在雙線區間中，截至1962年，兼六公園下、香林坊、野町4丁目和小坂神社前四處均設有渡線。

## 運行系統
截至1962年，金澤市內線設有以下6個運行系統。系統編號繪製在金屬系統板上，並且放在電車前方。
| 編號 | 系統板                                    | 區間                                                | 備註                                                            |
| ---- | ----------------------------------------- | --------------------------------------------------- | --------------------------------------------------------------- |
| 1    | 圓形:紅地白字                             | 小立野 - 公園下 - 橋場町 - 武藏辻 - 金澤站前        | 車輛也會行走小立野 - 金澤站前 - 寺町 - 金澤站前 - 小立野之間    |
| 2    | 圓形:黑地白字（在1系統的背面）            | 金澤站前 - 武藏辻 - 香林坊 - 寺町                   | 車輛也會行走小立野 - 金澤站前 - 寺町 - 金澤站前 - 小立野之間    |
| 3    | 四方形:白地黑字                           | 小立野 - 公園下 - 香林坊 - 野町站前                 | 車輛也會行走小立野 - 野町站前 - 鳴和 - 野町站前 - 小立野之間    |
| 4    | 四方形:藍地黃字（在3系統的背面）          | 野町站前 - 香林坊 - 武藏辻 - 橋場町 - 鳴和          | 車輛也會行走小立野 - 野町站前 - 鳴和 - 野町站前 - 小立野之間    |
| 5    | 倒三角形:黃地藍字                         | 寺町 - 香林坊 - 公園下 - 橋場町 - 鳴和 - 東金澤站前 | 在晚上8時行走。在晚上8時至尾班車前，4系統會延長行駛至東金澤站前 |
| 6    | 把四角形的四個角切走，成為八角形:白地紅字 | 公園下 - 香林坊 - 武藏辻 - 金澤站前                 | 只於早上繁忙時間行走                                            |

## 車費的演變
自金沢電氣軌道市內線開業以來，車費制度是採用區間制。乘坐1區當時需要3錢，乘坐最長距離的單程車費需要9錢。在1927年（昭和2年）2月11日，車費改為均一制，統一為單程5錢、來回9錢。這次的車費調整也使早晨折扣票與回數乘車票的費用下降，當時實際上是為了經濟衰弱而把票價下降。
在北陸鐵道成立時，車費維持統一在5錢。在太平洋戰爭期間的1944年（昭和19年）7月，車費提升至10錢。在戰後通貨膨脹期，車費繼續上調。在1946年（昭和21年）3月升至30錢，翌年1947年（昭和22年）4月升至40錢，同年7月升至1日圓，1948年（昭和23年）3月升至1日圓50錢，同年6月升至2日圓50錢，同年8月升至5日圓。在2年5個月期間，車費上升達約17倍。
踏入1950年代，在1950年（昭和25年）11月進行車費調整，從5日圓提升至6日圓。在翌年1951年（昭和26年）10月提升至8日圓。在1952年（昭和27年）4月提升至10日圓。在1955年（昭和30年）12月提升至13日圓。
這個13日圓車費在8年之間沒有變動。隨著日本踏入高度經濟成長期，使人員和雜項費用增加，這導致公司經營惡化。在1963年（昭和38年）12月再度整體車費至15日圓。這個車費一直維持至在4年後市內線廢除。

## 車輛
以下將會記述於金澤市內線上行走的車輛，當中包含在前身金澤電氣軌道時代的車輛。

### 木製兩軸車

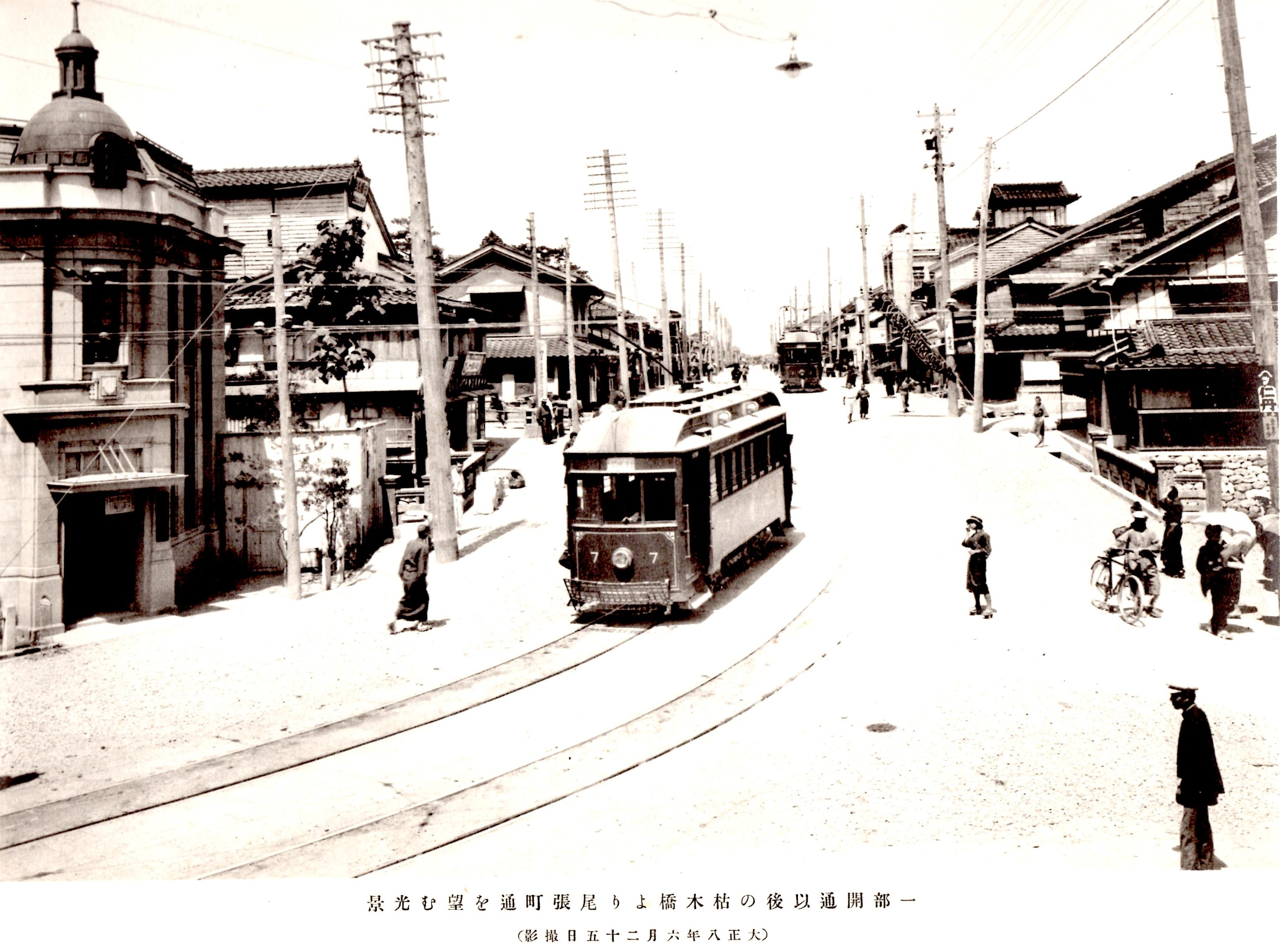
金澤電氣軌道開業時的木製兩軸車。前方為7號（1919年6月）

De30形 (30 - 49)、De60形 (60 - 69)、De80形 (80 - 99)
在金澤電氣軌道市內線開業引入的木製兩軸車。在1919年（大正8年）1月引入20架（舊編號：1 - 20），在1920年（大正9年）3月引入10架（舊編號：21 - 30），在1921年（大正10年）4月引入20架（舊編號：31 - 50）。上述各車輛都是由汽車製造製造。雖然製造年不同，但是幾乎沒有差異。車長8.876米、寬2.235米。這耀電車沒有側門，甲板呈開放式（後來有些車輛安裝了車門），以及雙屋頂構造。轉向架使用Brill21E形。載客量40人。車身顏色方面，當初為紅色，後來變為綠色。在1927年（昭和2年），根據製造日期順序地變更車隊編號為De30形30 - 49、De60形60 - 69、De80形80 - 99。
在1932年（昭和7年），4架De60形和6架De80形。在1942年（昭和17年），5架De30形被改造為半鋼製的MoHa300形。在1944年（昭和19年），3架De80形轉讓給吳市電，成為吳市電80形電車。
在戰後的1949年（昭和24年），車隊編號中的「De」全部改為「MoHa」。同年7月，車庫火災造成7架電車燒毀。後來，MoHa60形與半鋼製兩軸車MoHa310形進行改裝後，由於車隊編號不一致，因此剩下的車輛在1953年（昭和28年）編為MoHa50形 (51 - 59)。截至1963年，除了更換了車身的電車外，同型號車輛只剩下工程車59號。在1964年（昭和39年）廢除此車型。
上述MoHa60形 (60・61)是De87和De94的木製車改造版本，車門由折疊門改為拉門，車身加寬使載客量增至46人。截至1963年，60被暫停營運，61變為工程車。
De400形 (401 - 406)
在北陸鐵道成立後從名古屋市電引入其中三款車型之一。共有6架，編號是De400形401 - 406。在1947年（昭和22年），401 - 403 共3架可於松金線上行走，404 - 406 共3架可於金石線上行走。在1949年遷往市內線服役。車庫火災使401和403 共2架電車被燒毀，剩下的4架在1949年改車隊編號為MoHa170形 (171 - 174)。在1951年（昭和26年），所有電車被退役。
在名古屋市電服役時期，這些電車是LSC形343 - 348（1923年製造）。在1941年度，為了改造擁有關節式轉向架的2600形，便把15架兩軸車廢除（338 - 352）。根據名古屋市電資料，6架退役車輛進行翻新後出售。與其他來自名古屋市電的電車一樣，引入至金澤後，上半部塗上奶油色，下半部塗上深綠色。
De500形 (501・502)
與De400形一樣，都是從名古屋市電於1947年引入。當中引入了兩架，分別是名古屋市電1號501和2號502。在1949年車庫火災中，501被燒毀退役。後來502改車隊編號為MoHa160形 (161)。該電車於1951年退役。
根據名古屋市電資料，該電車是從桑名電軌引入至名古屋市電，隨後再進行翻新出售。
De600形 (601・602)
前京都市電狹軌1形電車（所謂「N電」）。後來經過名古屋市電服役後，於1947年引入2架電車。舊編號為N81Ga601和N106Ga602。後來改車隊編號為MoHa150形 (151 - 152)。在1951年，兩架電車一同退役。

### 半鋼製兩軸車
MoHa200形 (201 - 205)
在金澤電氣軌道時代的1931年（昭和6年）引入。為市內線首批半鋼製兩軸車。由藤永田造船所製造。長8.88米、寬2.23米，與原本的木造電車差不多尺寸，但是可載客48人。在1949年車庫火災中，203被燒毀退役。剩下4架於1966年（昭和41年）前退役。
車身塗裝方面，與MoHa300形、Moha310形一樣，只有單色深綠色。
MoHa300形 (301 - 315)
把原本木造兩軸車進行改裝，使用原本的轉向架和電器元件。車身與MoHa200形差不多一樣。在金澤電氣軌道時代的1932年（昭和7年），使用4架De60形 (64-66、68) 和6架De80形 (81、85、89、91、93、95) 的機器，其餘部分由藤永田造船所製造，車隊編號為301 - 310。隨後在1942年（昭和17年），使用5架De30形 (30 - 34) 的零件，其餘部分由東京工業所製造。2次車的車隊編號為311 - 315。
在1965年（昭和40年），309發生出軌翻側事故。籍此契機開始把車款退役，在全線廢除前只剩下4架。
MoHa310形 (316 - 320)
共引入5架，MoHa310形是半鋼製兩軸車。長8.8米，寬2.23米。與MoHa300形相同尺寸，但是載客量只有40人。這些電車在1947年起於松金線上行走，車隊編號為MoHa600形 (601 - 605)。在松金線服役前，於1925年曾經在三重縣朝熊登山鐵道上行走，後來經過名古屋市電服役後，由北陸鐵道購入這些電車。在1953年（昭和28年），把5架電車進行改裝，包含縮小車身寬度和更換來自MoHa30形的轉向架和電器元件，完成改裝後才轉往市內線上行走。此車型在書籍上指出由於機器是來自MoHa30，因此被視為把MoHa30形改裝。而MoHa600形則被視為被退役。
在實際行走時，由於車身晃動太強烈，因此乘客反應不佳，使行走的機會慢慢減少。在1964年，316 - 318 共3架電車被退役，其餘兩架319,320變為工程車，最後才在1965年退役。

### 轉向架車
MoHa2000形 (2001 - 2010)
金澤市內線首批轉向架車。在1949年11月22日首次行走。在翌年3月前引入共10架。電車由近畿車輛製造。長10.5米、寬2.2米，對於轉向架車來說是比較小。這種修長車身便利電車經過急彎。載客量70人。
MoHa2100形 (2101 - 2112)
在引入MoHa2000形後，於1951年（昭和26年）12月再引入另一款轉向架車。電車由廣瀨車輛製造。長11.0米，車門位置由車身前後變為車身前和中間位置。載客量70人。
MoHa2200形 (2201 - 2206)
在引入MoHa2100形後，於1956年（昭和31年）引入2201、2202，於1957年（昭和32年）引入2203 - 2205，於1958年（昭和33年）引入2206。電車由日本車輛製造製造。牽引電動機由原本其他電車的1輛2台增至1輛4台。此電車也加入新技術，包括附上斷路器 (LB) 控制器和自動圈式煞車，可透過煞車閥的操作角度調節煞車力道。載客量70人。
MoHa2300形 (2301、2302)
市內線最後兩架新製電車。在1961年（昭和36年）3月由日本車輛製造製造。與MoHa2200形一樣，裝配1輛4台牽引電動機和自動圈式煞車。另外使用新的控制器和常用電動制動。此外，電車裝上彈性車輪和新款轉向架。被視為高性能車款。載客量70人。
MoHa2050形 (2051)
電車原本在武藏中央電氣鐵道（東京都八王子市）上行走，當時的車型為1形。車隊編號為8號的電車在1938年（昭和13年）轉往金石電氣鐵道（即後來的北陸鐵道金石線）上行走。後來合併為北陸鐵道後，車隊編號改為MoHa1101。在1951年從金石線轉往金澤市內線上行走。在轉往市內線之際，車頭進行了一些改裝。載客量64人。
MoHa2060形 (2061・2062)
電車原本在琴平參宮電鐵（香川縣）上行走，當時的車型為DeHa80形。隨著該鐵路被廢除，在1963年（昭和38年）由北陸鐵道購入2架電車。琴平參宮電鐵時代的81在購入後，車隊編號改為2061，83則改為2062。但是由於車身較寬，不利於多彎的金澤市內線上行走。因此在1964年（昭和39年），於自家工場製造新的車身，隨後開始於市內線上行走。
關於轉向架車的車身塗裝。舊塗裝上半部是奶油色，下半部是栗色。新塗裝的下半部是粉紅色，上半部顏色不變。

### 備註

#### 關於集電裝置
關於電車的集電裝置，在開業以來一直使用電桿。在1950年，MoHa170形試驗改用弓型滑接器。在同年12月1日起，包含MoHa2000形的所有車輛均改用弓型滑接器。另外在轉向架車中，MoHa2100形、MoHa2200形和MoHa2300形在製造時已經使用集電弓。

#### 廢線後的車輛轉讓
在路線廢除後，共有33架轉向架車。當中17架轉讓給名古屋鐵道（名鐵），2架轉讓給豐橋鐵道，3架轉讓給福井鐵道。以下為轉讓後的車型和車隊編號對照表。
| 北陸鐵道時代的車型和車隊編號 | → | 轉讓後的車型和車隊編號                                 | 轉讓年月  |
| ---------------------------- | - | ------------------------------------------------------ | --------- |
| MoHa2000形2001 - 2010        | → | 名鐵Mo550形550 - 559                                   | 1967年7月 |
| MoHa2100形2107               | → | 名鐵Mo530形531                                         | 1968年3月 |
| MoHa2200形2201 - 2206        | → | 名鐵Mo560形561 - 566                                   | 1968年3月 |
| MoHa2300形2301・2302         | → | 豐橋鐵道MoHa300形301、302 （後改為Mo3300形3301・3302） | 1967年5月 |
| MoHa2050形2051               | → | 福井鐵道MoHa500形501                                   | 1967年9月 |
| MoHa2060形2061、2062         | → | 福井鐵道MoHa510形511、512                              | 1967年9月 |

轉讓至名鐵的17架電車均在名鐵岐阜市內線上行走，在1997年（平成9年）前全部退役。轉讓至豐橋鐵道的2架電車均在東田本線（市內線）上行走，在2000年（平成12年）全部退役。轉讓至福井鐵道的2架電車在福武線福井市內區間上行走，但只服役使用2年，於1969年（昭和44年）全部退役。福井鐵道在1988年購入來自名鐵Mo560形562（即前MoHa2200形2202），當時名鐵把該電車退役，該電車直至2006年（平成18年）前都是活動用車。
兩軸車沒有轉讓給其他鐵路公司。石川縣水產課購入兩軸車MoHa200形202、205和MoHa300形304、308、315（一共5架）。在1967年5月30日，把該五架電車放置在金石港對出9.5公里的海底，成為了魚礁。

#### 保存車
在路線廢除後，寄贈或出售了以下電車。這些車輛現時已經不存在。
- MoHa300形301 ： 寄贈給石川縣立兒童會館（金澤市出羽町）
- MoHa300形302 ： 寄贈給小立野兒童公園（金澤市小立野（日语：小立野））
- MoHa300形305 ： 寄贈給石川縣立養護學校（野野市町）
- MoHa300形310 ： 被野野市町內私人購入
- MoHa300形311 ： 被金澤市內私人購入
- MoHa2100形2108 ： 出售給幼稚園
- MoHa2100形2110 ： 出售給預拌混凝土廠

其中一架電車在1967年（昭和42年）於金澤市西金澤二丁目處被用作餐廳之用。店鋪名稱為「青電車」。在10年後，由於車窗生鏽而需要被拆毀。該店於同一位置設置了3米高的綠色電車複製品，內部設有吧檯和餐檯座位。
此外，一些已轉讓的電車在後來也以不同方法保存。其中之一是經名鐵轉讓給福井鐵道的舊MoHa2200形2202（Mo560形562），在2006年被移送至JR貨物集團旗下JR貨物·北陸物流位於富山縣伏木站內。舊MoHa2200形在名鐵上退役後，其中1架（舊2203）移送往靜岡縣掛川市保存（截至2009年）。而轉讓給豐橋鐵道的2架MoHa2300形中，均在2000年被移送往鐵道綜合技術研究所並被用作試驗車。後來其中1架（舊2302）被再移送往栃木縣「那珂川清流鐵道保存會」內保存。

## 注腳

### 書籍
- 企業史
  - 北陸地方電氣事業百年史編纂委員會（編）. . 北陸電力. 1998 （日语）.
  - 北陸鐵道 (编). . 北陸鐵道. 1968 （日语）.
  - 北陸鐵道（編）. . 北陸鐵道. 1974.
- 與金澤市相關
  - 金澤市史編審議委員會（編）.  現代篇上卷. 金澤市. 1969 （日语）.
  - 金澤市史編審議委員會（編）.  現代篇下卷. 金澤市. 1969 （日语）.
  - 金澤市史編委員会（編）. . 通史編3 近代. 金澤市. 2006 （日语）.
  - 金澤市史役所（編）. . 金沢市. 1918. NDLJP: 945172 （日语）.
  - 金澤市史役所（編）.  昭和5年版. 金澤市. 1930. NDLJP: 1278873 （日语）.
  - 金澤市史役所（編）.  大正14年版. 金澤市. 1927 （日语）.
  - 金澤市史役所（編）.  昭和5年版. 金澤市. 1932 （日语）.
  - 金澤市史役所（編）.  昭和10年版. 金澤市. 1937. NDLJP: 1451667 （日语）.
- 其他書籍
  - 朝日新聞社 (编). . 朝日新聞社. 1963 （日语）.
  - 今尾惠介（監修）.  6號北信越. 新潮社. 2008 （日语）.
  - 「角川日本地名大辭典」編纂委員會（編）.  17 石川縣. 角川書店. 1981 （日语）.
  - 東京工業大學鐵道研究部 (编). . 誠文堂新光社. 1976 （日语）.
  - 都市和交通研究會. . 都市和交通研究會. 1966 （日语）.
  - 名古屋市電整備史編集委員會. . 路面電車全廢紀念事業委員會. 1974 （日语）.
  - 日本路面電車同好會名古屋支部. . TOMBOW出版. 1999. ISBN 4-88716-125-5 （日语）.
  - . 17 石川縣之地名. 平凡社. 1991.
  - 和久田康雄（日语：和久田康雄）. . 成山堂書店（日语：成山堂書店）. 2009. ISBN 978-4-425-96151-1 （日语）.

### 雜誌
- 《鐵道畫刊（日语：鉄道ピクトリアル）》
  - 西脇惠. . 鐵道畫刊 (電氣車研究會). 1962-08,. 第12巻第8號（通卷135號）: 46–50 （日语）.
  - . 鐵道畫刊 (電氣車研究會). 1965-09,. 第15巻第9號（通卷175號）: 75–76 （日语）.
  - 西脇惠. . 鐵道畫刊 (電氣車研究會). 1967-04,. 第17巻第4號（通卷195號）: 60–61 （日语）.
  - 西脇惠. . 鐵道畫刊 (電氣車研究會). 1968-11,. 第18巻第11號（通卷216號）: 64–70 （日语）.
  - 酒井英夫. . 鐵道畫刊 (電氣車研究會). 1971-11,. 第21巻第11號（通卷257號）: 56–62 （日语）.
  - 日本路面電車同好會. . 鐵道畫刊 (電氣車研究會). 1976-04,. 第26巻第4號（通卷319號）: 126–128 （日语）.
  - 內山知之. . 鐵道畫刊 (電氣車研究會). 2000-07,. 第50巻第7號（通卷688號）: 188–191 （日语）.
  - 笹田昌宏. . 鐵道畫刊 (電氣車研究會). 2011-08,. 第61巻第8號（通卷852號）: 70–72・121–124 （日语）.
  - 服部重敬. . 鐵道畫刊 (電氣車研究會). 2011-08,. 第61巻第8號（通卷852號）: 194–200 （日语）.
  - 山本宏之. . 鐵道畫刊 (電氣車研究會). 2015-04,. 第65巻第4號（通卷902號）: 126–133 （日语）.
- 《鐵道迷》
  - 鹿島信弘等. . 鐵道迷 (交友社). 1967-08,. 第7卷第8號（通卷474號）: 67 （日语）.
- 其他雜誌
  - 羽片日出夫. . 路面電車EX (伊卡洛斯出版（日语：イカロス出版）). 2017-05, vol.09 （日语）.